# Kaka-Yo
Pour plus de détails, voir Fiche technique et Distribution.
Kaka-Yo (qui signifie Rien que toi en lingala) est un court métrage congolais réalisé par Sébastien Kamba en 1965. Il relate une histoire d'amour entre deux jeunes gens dans la société congolaise de l'époque.

## Synopsis
Le film se déroule en République du Congo dans les années 1960. Un jeune homme et une jeune femme sont amoureux et veulent se marier. Mais un sorcier conseille au futur mari d'éprouver les sentiments de sa future épouse. Le jeune homme feint de disparaître : la jeune femme doit le retrouver sous peine de le perdre complètement. Une étrange partie de cache-cache s'engage alors, dans laquelle jeune femme reçoit l'aide régulière d'un enfant mystérieux qui la guide en jouant de la guitare.

## Fiche technique
- Titre : Kaka-Yo
- Réalisation : Sébastien Kamba
- Prises de vue : Luc Siassia, Sébastien Kamba
- Conseils techniques : Claude Huchin
- Studios de production : Télévision Congolaise, Centre Culturel Français de Brazzaville (Caméra Club de Brazzaville)
- Distribution : Cinémathèque Afrique (Institut Français)
- Pays :  République du Congo
- Langue : lingala
- Format : 16 mm, Bétacam SP, VHS, Umatic
- Durée : 26 minutes
- Date de sortie : 1965[1]